# Fleri
Fleri is een plaats (frazione) in de Italiaanse gemeente Zafferana Etnea.